# Etenolo

L'etenolo o alcol vinilico è un composto organico con formula condensata CH2CHOH. L'etenolo rappresenta la forma enolica che in ambiente acquoso si trova in equilibrio tautomerico con l'acetaldeide. 

## Sintesi
È possibile ottenere alcol vinilico attraverso una reazione di idratazione parziale dell'acetilene:
{\displaystyle {\ce {CH#CH + H2O -> CH2=CH-OH}}}